# Bertrand de Comps

Bertrand de Comps,
Kupferstich um 1725

Großmeisterwappen von Bertrand de Comps

Bertrand de Comps, auch Bertrandus de Compis oder Bertraundus de Cons, (* 12. Jahrhundert; † 1239) war der 17. Großmeister des Johanniterordens.
Er entstammte einer Adelsfamilie aus Comps-sur-Artuby in der Provence. Im Februar 1216 wurde er erstmals urkundlich erwähnt, damals hielt er sich als einfacher Bruder des Johanniterordens im Heiligen Land auf. 1231 ist er als Prior von Saint-Gilles urkundlich belegt. Nach dem Tod des Großmeisters Guerin 1236 wurde Bertrand dessen Nachfolger.
Nach seinem Tod 1239 wurde Pierre de Vielle-Bride zu seinem Nachfolger als Großmeister gewählt.